# Ostellato
Ostellato är en ort och kommun i provinsen Ferrara i regionen Emilia-Romagna i Italien. Kommunen hade 5 935 invånare (2018).